# Голубенко, Ким Никифорович
Ким Никифорович Голубенко (9 сентября 1925 год, Одесса — 5 мая 1998 год, там же) — капитан турбохода «Юрий Гагарин» Черноморского пароходства Министерства морского флота СССР, гор. Одесса, Герой Социалистического Труда, первый президент Ассоциации морских капитанов Одессы.

## Биография
Родился в 1925 году в Одессе. В 1940 году окончил среднюю школу, после которой поступил на учёбу в Одесский морской техникум. До начала Великой Отечественной войны трудился в колхозе имени Фрунзе. Во время оккупации Одессы участвовал в партизанском отряде имени Сталина в Усатовских каменоломнях.
После войны работал матросом на Черноморском пароходстве. Обучался в мореходном училище и на курсах командного состава Черноморского пароходства. С 1946 по 1955 года — помощник капитана на различных судах и с 1957 года — командир парохода «Курск». В 1961 году назначен командиром турбохода «Юрий Гагарин», на котором совершал перевозки в Юго-Восточную Азию и на Кубу. В 1958 и 1962 годах получил почётное звание «Лучший командир Министерства морского флота СССР».
Указом Президиума Верховного Совета СССР от 9 августа 1963 года за выдающиеся успехи, достигнутые в развитии морского транспорта удостоен звания Героя Социалистического Труда с вручением ордена Ленина и золотой медали «Серп и Молот».
В 1968 году окончил Одесское высшее инженерное морское училище. В 1969 году был назначен командиром судна «Валентина Терешкова» и позднее — балкера «Ялта».
В 1989 году вышел на пенсию.

## Награды
- Орден Ленина
- Орден Отечественной войны 2 степени
- Медаль «За отвагу»
- Медаль «За оборону Одессы»